# Ронілово
Ронілово (рос. Ронилово) — присілок у Гатчинському районі Ленінградської області Російської Федерації.
Населення становить 10 осіб. Належить до муніципального утворення Сяськелевське сільське поселення.

## Географія
Населений пункт розташований на південній околиці міста Санкт-Петербурга.

## Історія
Згідно із законом від 16 грудня 2004 року № 113—оз належить до муніципального утворення Сяськелевське сільське поселення.

## Населення
| 1997 | 2002 | 2006 | 2007 | 2010 | 2012 | 2013 |
| ---- | ---- | ---- | ---- | ---- | ---- | ---- |
| 16   | →16  | ↗17  | ↗20  | ↘9   | ↗12  | →12  |
| 2017 |      |      |      |      |      |      |
| ↘10  |      |      |      |      |      |      |